# Rudolf Sieckenius
Rudolf Sieckenius, nemški general in policist, * 16. maj 1896, † 28. april 1945.
Med drugo svetovno vojno se je najbolj odlikoval med operacijo Plaz, pri kateri je skoraj uničil zavezniško invazijsko silo.